# Nihonzutsumi
Nihonzutsumi (日本堤) és un barri del districte de Taitō, Tòquio. Anteriorment va formar part del districte de Shitaya.

## Geografia
Ubicat a la zona nord de Taitô, cap a l'orient limita amb el barri de Kiyokawa. Al sud limita amb Higashi-Asakusa. La part occidental limita amb el barri de Senzoku. La banda nord del barri limita amb Minami-Senju. Nihonzutsumi es troba al bellmig de Sanya, una antiga zona de treballadors que compren territori entre varis dels districtes de Taitô i Minami-Senju a Arakawa, però ara es troba en un estat marginal sent una de les zones més pobres de Tòquio.
El barri té botigues, varies oficines i zones residencials. El barri compren dos sub-districtes:
| Nom            | Núclis | Habitants  |
| -------------- | ------ | ---------- |
| Nihonzutsumi 1 | 1.992  | 2.827 hab. |
| Nihonzutsumi 2 | 2.033  | 3.140 hab. |
| Total          | 4.025  | 5.967 hab. |